# ピンクスライム・ジャーナリズム
ピンクスライム・ジャーナリズム（英: Pink-slime Journalism）は、アメリカ合衆国のニュースメディア企業、またはそれを装った偽装的な政党系組織が、あたかも地元新聞のように見える低品質のニュース記事を公開・出版する手法。
共和党や民主党の政治家や政策を支持するために利用されていることが研究者やメディアの信頼性評価者によって、確認されている。また、ピンクスライム手法で制作されたニュース・サイトが読者データを収集するために使用されていることも報告されている。記事はコンピュータによって生成されるか、あるいは筆名を使用した低賃金で業務委託されたライターによって執筆されている。
「ピンクスライム・ジャーナリズム」という用語は、2012年にジャーナリストのライアン・ジックグラフ（Ryan Zickgraf）によって造語された。類似の意味を持つ用語として「ニュースミラージュ」が2024年にジャーナリストのミランダ・グリーンとデイビッド・フォルケンフリックによって造語され、これは「ニュースのように見えるが、実際には企業やアドボカシーグループのマウスピースである」というウェブサイトを指している。
メディア監視団体であるニュースガードは、2024年6月に「中立なニュースメディアを装った政党系のメディアが、米国の実際の地元の日刊新聞の数を公式に上回った」と発表した。
NHKは2024年8月の番組の中で、『地方紙が衰退する一方、「ピンクスライム・メディア」と呼ばれるニュースサイトが増加している』と報道。番組内で大統領選挙への影響なども含め問題視している。2022年の時点で確認されているだけでも1,200のニュースサイト及び新聞があると報道されている。

## 概要
「ピンクスライム・ジャーナリズム」という名称は、「ピンクスライム」という畜産副産物に由来しており、これは加工肉の増量剤として、もしくは脂肪含量を減らす目的で牛挽肉や牛肉加工品に添加され、時折ファストフード店で高品質な肉などとして偽装されて提供されることがあるものである。
ピンクスライム・ジャーナリズムの主な特徴は下記の通り。
- コンテンツは主に低賃金のスタッフや自動化されたコンテンツ生成、テンプレートを使用して作成される
- 多くのピンクスライム・ウェブサイトは地元ニュースや超ローカルなニュースを報道していると主張し、伝統的な地元新聞の衰退をいくぶん利用している
- ピンクスライム・ジャーナリズムやそのネットワークについての既知の事例では、政治的な党派によって資金提供されており、党派に有利な観点を押し出している
- ピンクスライムのウェブサイトは、しばしば同じ州や地域内に多数の類似出版物のネットワークとして存在している[1]

AIや他のアルゴリズムなどによって自動化されたコンテンツ生成に大きく依存していて、党派的な動機を持つ低品質の出版のすべてが、ピンクスライム・ジャーナリズムに該当するわけではない。例えば、HoodlineやNewsbreakはピンクスライム・ジャーナリズムに当たらないとされる。
また、比較的高品質な記事を制作していて、しかもその内容が報道的にはあいまいで意味のない内容を扱う一部のウェブサイト（「ニュースミラージュ」と呼ばれることもある）は、その出版元がアドボカシー団体や自己利益を追求する企業であることを隠している場合もある。